# Carnock
Carnock è un villaggio del Fife, Scozia, a circa 2,5 km nord-ovest da Dunfermline e 1,6 km da Oakley.
Carnock, il cui nome potrebbe derivare da Caer-cnoc, Caer castello e cnoc collina isolata, ha avuto in antichità una certa importanza militare specie nel periodo romano.
Nelle vicinanze del villaggio sulla collina Carneil sono state trovate, nel 1774, diverse urne contenenti monete romane.